# Orkanen Sandy

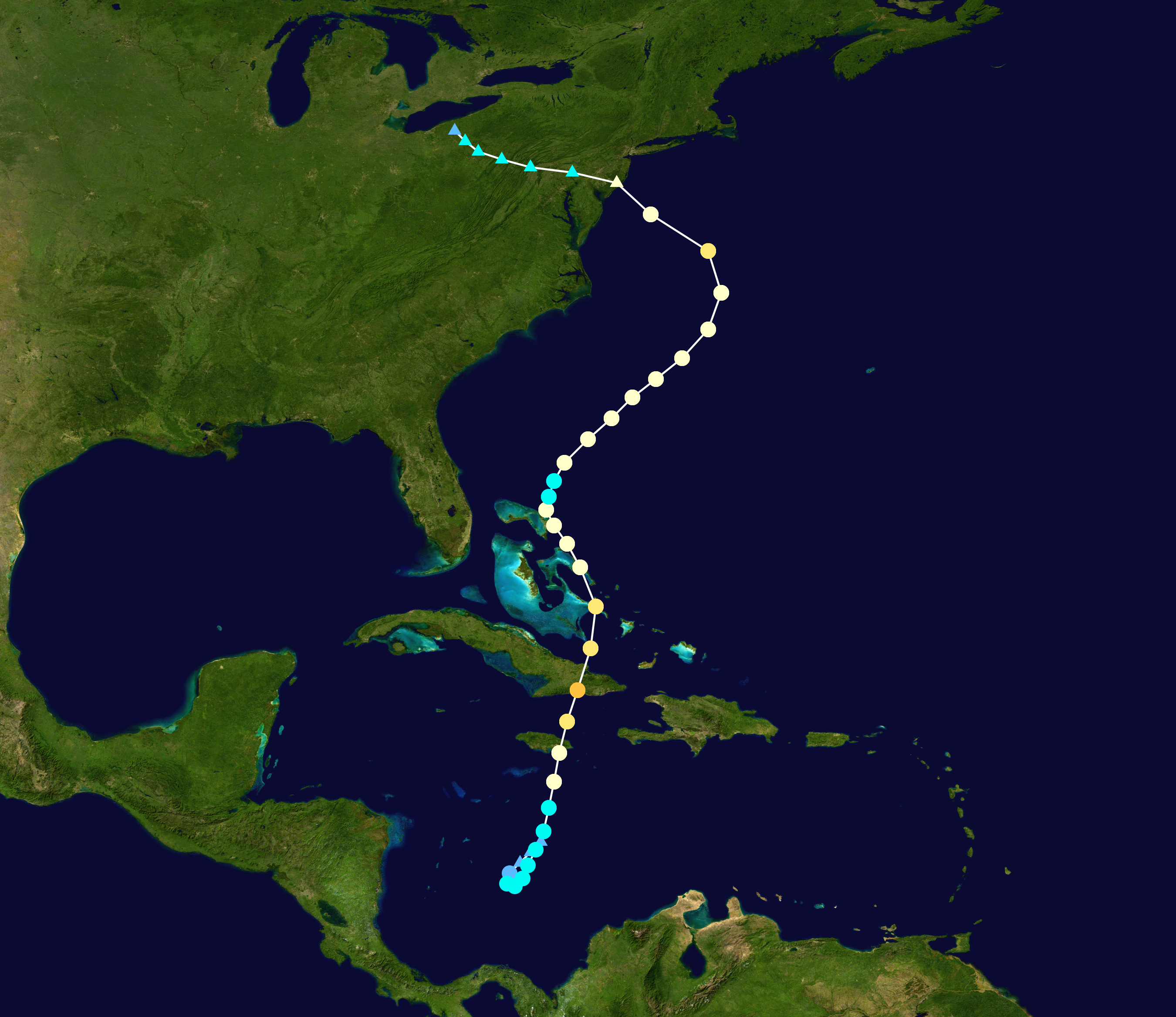
Orkanens väg.

Orkanen Sandy var en tropisk cyklon som drabbade delar av Karibien och nordöstra USA i slutet av oktober 2012. Sett till dess maximala diameter var orkanen den största som någonsin uppmätts över Atlanten. Sandy uppstod som en tropisk storm i västra Karibiska havet den 22 oktober och uppgraderades till orkan två dygn senare samtidigt som den rörde sig mot Atlanten. Orkanen drabbade Jamaica senare under dagen den 24 oktober och stärktes sedan ytterligare till en kategori 2-orkan (på Saffir–Simpsons orkanskala) innan den drog in över Kuba den 25 oktober. Något försvagad fortsatte Sandy norrut över Bahamas den 26 oktober och nådde slutligen nordöstra USA den 29 oktober, då som en extratropisk cyklon och med vindar på uppemot 40 m/s.
Orkanen fick stor uppmärksamhet sedan den dragit in över ett område med stor befolkning, bland annat påverkades storstäderna Washington D.C., Baltimore, Philadelphia och New York. Inför orkanen och översvämningarna gjorde president Barack Obama uttalanden om vikten av att ta situationen på allvar och uppmanade allmänheten att lyssna på de lokala myndigheterna.
Sandy fick skämtsamt det alternativa namnet ”Frankenstorm” eftersom ovädret skulle kunna slå till på Halloween den 31 oktober och precis som Frankensteins monster skulle det var sammansatt av delar från olika håll.

## Konsekvenser
Minst 186 personer omkom som en följd av orkanen Sandy, varav 113 i USA och 2 i Kanada. Resterande 71 dödsfall inträffade i de karibiska staterna Haiti, Kuba, Jamaica, Dominikanska republiken samt Bahamas.
Orkanen orsakade svåra materiella skador, till stor del orsakade av översvämningar i kustnära områden. De direkta skadorna stormen orsakade över USA sägs ha motsvarat ett värde på bortåt 20 miljarder dollar (2012 USD). Ytterligare stora summor beräknas ha förlorats i bortfall av inkomst.
Elnätet på östkusten i USA slogs till stora delar ut och kärnkraftverk stängdes. MTA stängde av tunnelbanan i New York inför ovädret och delar av T-banenätet blev också översvämmat när vattennivån steg, bland annat på grund av strömavbrotten som orsakade problem med grundvattenpumparna. Havets vattennivå steg runt 4 meter.

## Meteorologisk historia
Den 19 oktober 2012 rörde sig en tropisk våg västerut över Karibiska havet. Det var ett utsträckt lågtrycksområde och det såg ut som att den gradvis skulle kunna tillta i styrka. Den 20 oktober utlyste U.S. National Hurricane Center (NHC) en varning för att den skulle kunna utvecklas till en tropisk cyklon inom 48 timmar.

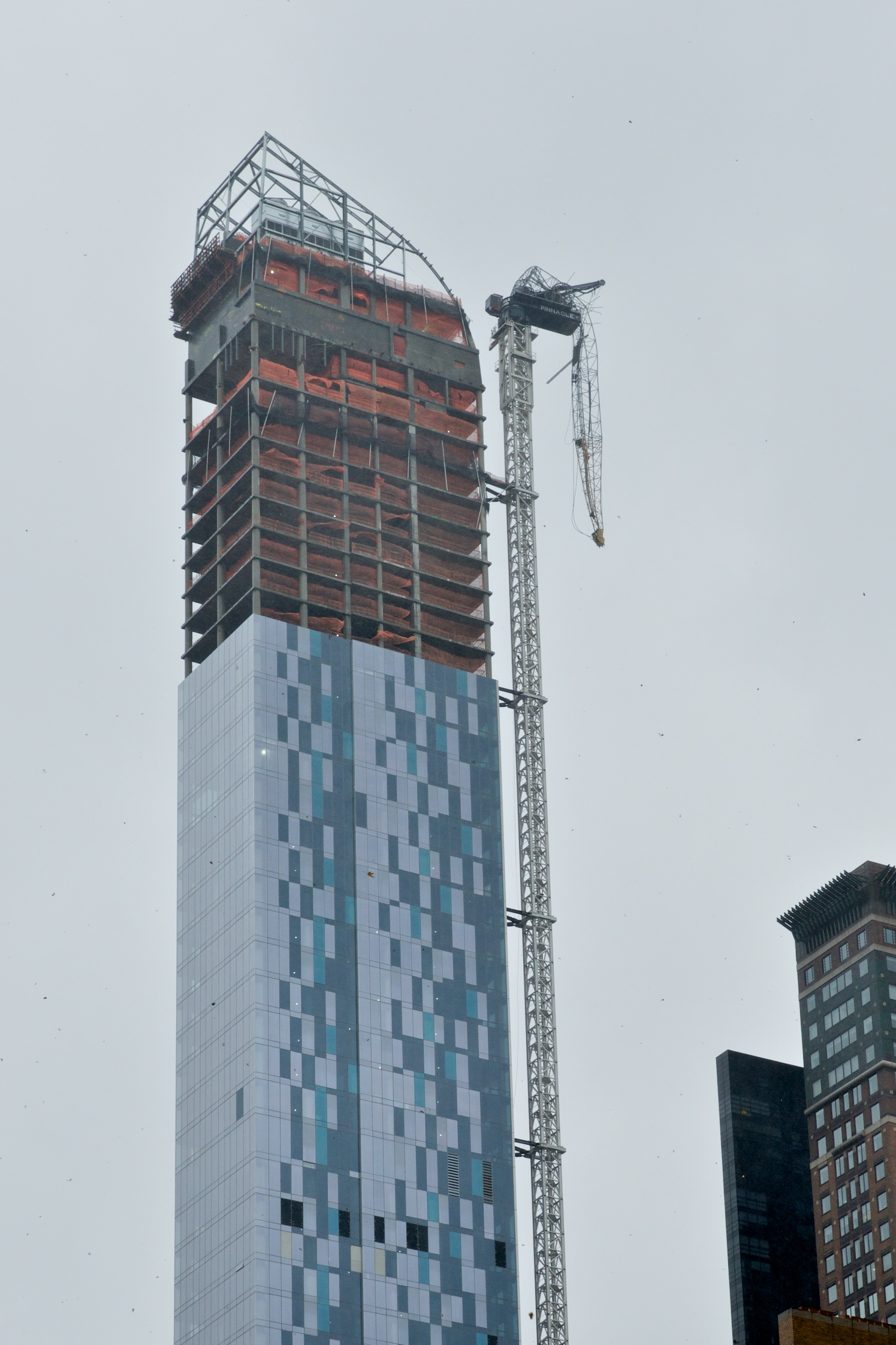
En byggkran kollapsade på Manhattan och riskerade att falla ner.
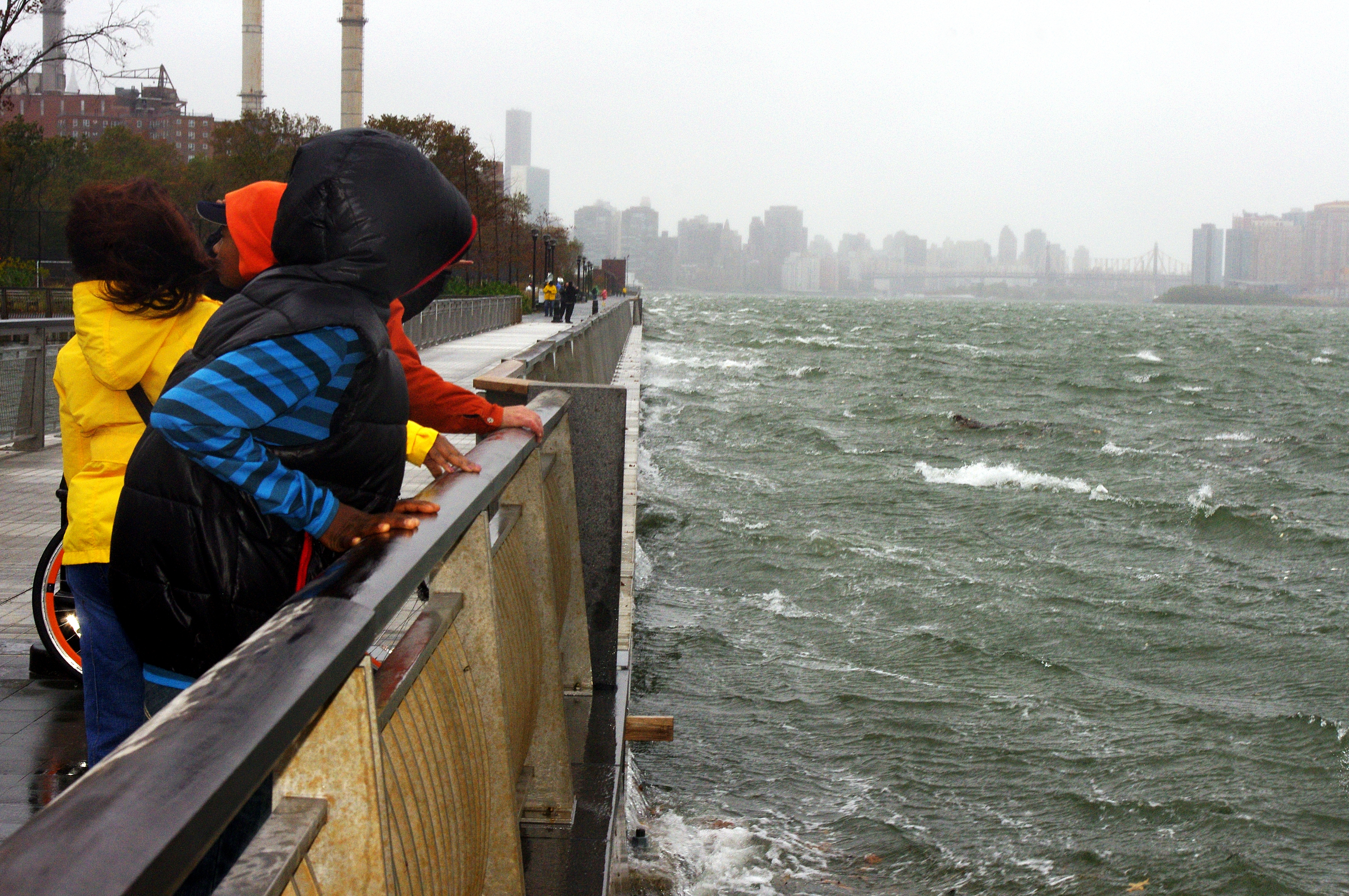
East River, sett från parken East River Park i Manhattan översvämmades redan vid elvatiden den 29 oktober.
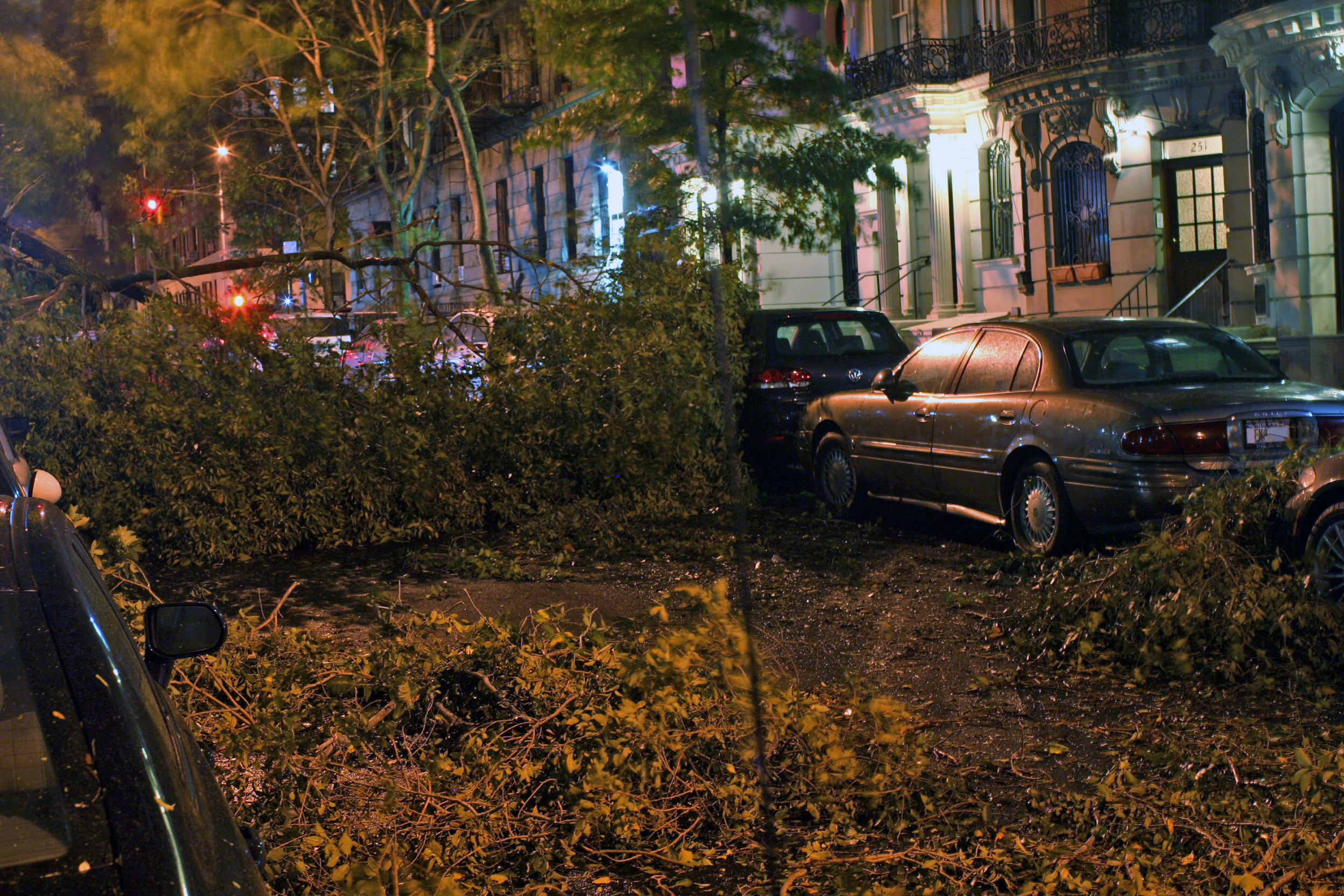
Omkullblåsta träd orsakade stor skada och blockerade gatorna. (101:a gatan, Upper West Side).
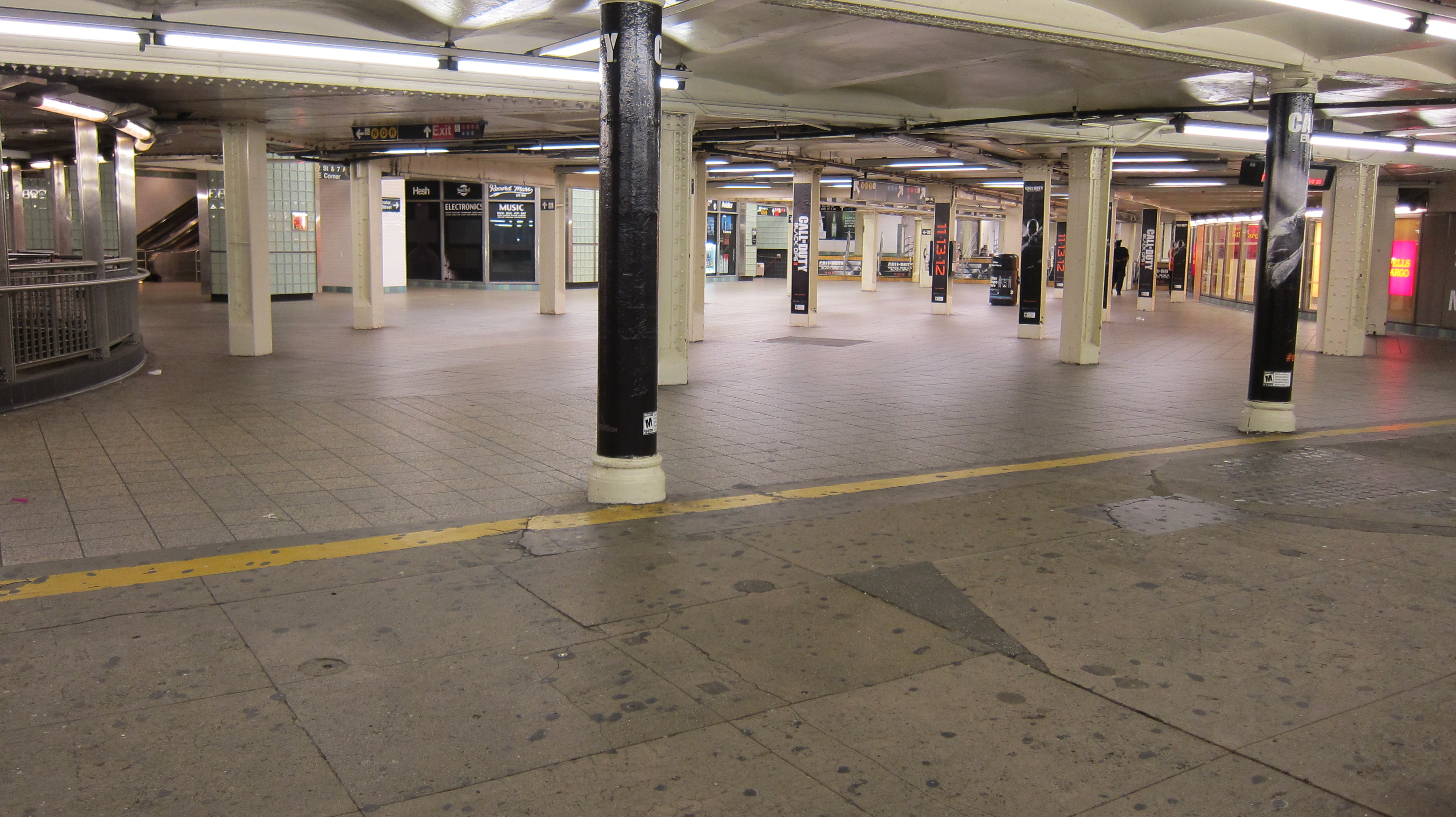
T-banestationen Times Square bommades igen inför orkanen.